# Дедушка НЕлёгкого поведения
«Дедушка нелёгкого поведения» (англ. The War with Grandpa, с англ. — «Война с дедушкой») — семейная кинокомедия режиссёра Тима Хилла с Робертом Де Ниро и Оаксом Фегли в главных ролях. Фильм основан на одноимённой книге американского детского писателя Роберта Киммела Смита. Впервые фильм был выпущен в прокат 28 августа 2020 года в Литве, а в США — 9 октября 2020 года.

## Сюжет
История о своенравном мальчике Питере, вступающем в борьбу за свое личное пространство с овдовевшим дедушкой, который переселяется в его любимую комнату. Желая вытеснить деда, Питер разворачивает целую кампанию шалостей, но малоподвижный старик оказывается куда изобретательнее, чем можно было предположить.

## В ролях
| Актёр            | Роль                    |
| ---------------- | ----------------------- |
| Роберт де Ниро   | Эд Марино               |
| Оакс Фегли       | Питер Декер             |
| Ума Турман       | Салли Декер             |
| Роб Риггл        | Артур Декер             |
| Лора Марано      | Миа Декер               |
| Поппи Ганьон     | Дженни Декер            |
| Кристофер Уокен  | Джерри                  |
| Чич Марин        | Дэнни                   |
| Джейн Сеймур     | Диана                   |
| Колин Форд       | Рассел                  |
| Хулиосезар Чавез | Билли                   |
| Исаак Крагтен    | Стив                    |
| Т.Дж. МакГиббон  | Эмма                    |
| Лидия Стислингер | Лиза                    |
| Джо Гельхион     | Чак                     |
| Фэйзон Лав       | менеджер магазина Дэвид |
| Клэйтон Инглиш   | рефери                  |
| Дрю Шейд         | хулиган-восьмиклассник  |
| Вероника Алисино | медсестра Элис          |

### Дубляж
- Владимир Левашёв — Эд
- Степан Студилов — Питер
- Ольга Плетнёва — Салли
- Антон Савенков — Артур
- Александра Курагина — Миа
- Валерий Сторожик — Джерри
- Олег Форостенко — Дэнни
- Елена Харитонова — Диана
- Владимир Войтюк — Билли
- Тихон Ефименко — Стив
- Алиса Ефименко — Эмма
- Томас Шлеккер — Рассел, второстепенные роли

Фильм дублирован объединением «Мосфильм-Мастер» на производственно-технической базе киноконцерна «Мосфильм» по заказу кинокомпании «Пионер» в 2020 году. Режиссёр дубляжа — Михаил Тихонов.

## Производство
Идея к созданию фильма возникла в 2013 году, когда сын Марвина Пирта, продюсера фильма, Тре привлёк внимание отца к книге Роберта Киммела Смита.

### Съёмки
Съёмочный период начался 2 мая 2017 года в Атланте, штат Джорджия, и длился около шести недель.

### Прокат
Изначально планировалось, что фильм «Дедушка НЕлёгкого поведения» будет выпущен компаниями «The Weinstein Company» и «Dimension Films» 23 февраля 2018 года, но за месяц до его выхода он был снят с графика.
Фильм перенесли на 21 апреля 2018 года, а после на 20 октября 2018 года из-за изменений мест съёмок. В марте 2018 года было объявлено, что «The Weinstein Company» больше не будет дистрибутировать фильм, а права на фильм были переданы продюсерам за 2,5 миллиона долларов.
В июне 2020 года «101 Studios» приобрела права на дистрибуцию фильма и установила его дату выхода в США на 18 сентября 2020 года; однако позже его перенесли на 9 октября.

### Съёмочная группа
- Режиссёр — Тим Хилл
- Сценаристы — Том Джей Астл, Мэтт Эмбер
- Продюсеры — Марвин Пирт, Роза Моррис Пирт, Филлип Глассер
- Исполнительные продюсеры — Тре Пирт, Соул Шварц, Мэттью Саллоуэй, Кристина Папагика, Элизабет Кри, Джимми Соммерс, Джо Гельхион, Рэндолл Эмметт, Джордж Фурла, Тед Фокс, Дэвид Люботта, Майлз Нестел, Крейг Чапман, Уэйн Марк Годфри, Роберт Джонс, Джейн Розенталь, Берри Уэлш
- Сопродюсеры — Мэнди Спенсер-Филлипс, Том Принс, Алан Стейнман
- Исполнительные сопродюсеры — Джон Кеннеди Фицджеральд, Брайант Пайк
- Оператор — Грег Гардинер
- Художник-постановщик — Джон Коллинз
- Киномонтаж — Питер С. Эллиот, Крейг Герринг
- Композитор — Кристофер Леннерц
- Музыкальный руководитель — Лорен Микус
- Арт-директор — Джастин О’Нил Миллер
- Художник по костюмам — Кристофер Харгадон
- Подбор актёров — Рой Бейкер

## Отзывы критиков
Фильм получил в целом негативные отзывы от критиков, раскритиковавшие сюжет, но при этом хорошо оценившие актёрский состав и юмор. На сайте-агрегаторе рецензий Rotten Tomatoes фильм имеет рейтинг одобрения 30 %, основанный на 111 отзывах, со средним рейтингом 4,4/10. На сайте Metacritic фильм имеет балл 34 из 100, основанный на 23 отзывах критиков. На CinemaScore фильму дали оценку «B+».
Джуд Драй из «IndieWire» дал фильму оценку «D+» и написал: «…убийственный актёрский состав катастрофически тратится на совершенно бессмысленный сценарий об избалованном ребёнке, который необъяснимо решает, что ненавидит своего очень милого дедушку за то, что он переехал в его комнату. Данный фильм, основанный на популярной детской книге Роберта Киммела Смита — вялая смесь буффонады, которая едва удерживает вместе свой нелогично мотивированный сюжет».
Кинокритик Кристи Лемир на сайте RogerEbert.com поставила фильму одну звезду из четырёх, назвав его «напряжённой комедией с участием дико переквалифицированных Роберта Де Ниро, Умы Турман, Кристофера Уокена, Чича Марина и Джейн Сеймур».
Питер Трэверс в своём обзоре для «ABC News» написал: «Это индивидуальный выбор, стоит ли рисковать, приводя детей в кинотеатры, чтобы посмотреть „Дедушку НЕлёгкого поведения“… Но если вы сделаете решительный шаг и будете держать свои занижать ожидания, вы можете сделать хуже, чем смотреть, как Де Ниро и компания сотрясают свои глупости».

## Продолжение
В ноябре 2020 года продюсер фильма Мартин Пирт объявил о намерениях создать сиквел «The World War with Grandpa».